# Gernot Prunner
Gernot Prunner (* 23. August 1935 in Wien; † 3. Februar 2002) war ein österreichischer Ethnologe.

## Leben
Prunner wurde 1935 in Wien geboren. Dort legte er 1953 die Matura ab und studierte anschließend an der Universität Wien Ethnologie, Romanistik, Anglistik, Chinesisch, Japanisch und Sanskrit. Wilhelm Koppers, Robert Heine-Geldern, Karl Jettmar und Josef Haekel waren unter seinen Lehrern. 1961/62 studierte er am Institut für Ethnologie und Archäologie der National Taiwan University in Taipeh und zog anschließend nach Mainz, wo er ab 1963 Ethnologie, Sinologie und Vergleichende Kulturwissenschaften studierte. Er promovierte 1964 über die Hainan-Sammlung des Ethnologischen Museums Wien.
Nach Abschluss seines Studiums nahm Prunner eine Assistenzstelle in der Abteilung für Kultur- und Sozialanthropologie des neu gegründeten Südasien-Instituts in Heidelberg an. Ab 1965 war er Leiter der Abteilung für Süd- und Südostasien am Museum für Völkerkunde Hamburg. Prunner war ab 1984 stellvertretender Direktor des Museums für Völkerkunde Hamburg. Aus gesundheitlichen Gründen ging er 1990 in den Ruhestand.

## Schriften (Auswahl)
- Ostasiatische Spielkarten. Ausstellung, Hamburgisches Museum für Völkerkunde und Vorgeschichte, 10. Dezember 1969–19. Januar 1970; Übersee-Museum Bremen, 23. Januar–31. März 1970; Deutsches Spielkarten Museum in Bielefeld, 12. April–30. Juni 1970. Bielefeld 1969, OCLC 2667947.
- Kunsthandwerk aus Guizhou (China). Hamburg 1983, OCLC 320150185.
- Symbolik des chinesischen Universismus. Tafelband. Stuttgart 1986, ISBN 3-7772-8642-7.
- Papiergötter aus China. Populäre Druckgraphik religiösen Inhalts aus den Beständen des Hamburgischen Museums für Völkerkunde, Niedersächsisches Landesmuseum Hannover, Völkerkunde-Abteilung, 26. März–12. Juli 1987. Hamburg 1987, OCLC 75180517.